# Wang Nan (strzelec)
Wang Nan (chiń. 王楠; ur. 22 lipca 1978 w Zhengzhou) – chiński strzelec specjalizujący się w trapie podwójnym, pięciokrotny medalista mistrzostw świata, olimpijczyk z Pekinu.

## Życiorys
Chińczyk zaczął uprawiać sport w 1994 roku. Jest praworęczny, mierzy z broni prawym okiem. Żonaty, ma jedno dziecko.

## Przebieg kariery
Na arenie międzynarodowej zadebiutował w 2002 roku, biorąc udział w mistrzostwach Azji w Bangkoku, na których zajął 11. pozycję z rezultatem 118 punktów. W 2005 otrzymał drużynowo złoty oraz indywidualnie srebrny medal mistrzostw świata w strzelaniu do rzutków w Lonato. W 2006 wywalczył dwa złote medale igrzysk azjatyckich – zarówno indywidualnie, jak i drużynowo oraz srebrny medal mistrzostw świata. Rok później ponownie wywalczył srebrny medal mistrzostw świata, tym razem na mistrzostwach globu w strzelaniu do rzutków w Nikozji.
Uczestniczył w letniej olimpiadzie w Pekinie, na niej osiągnął wynik 134 punktów w trapie podwójnym i zajął 12. pozycję w tabeli wyników. W 2009 otrzymał brązowy medal mistrzostw świata w Mariborze.